# Albert Hahl
Pour les articles homonymes, voir Hahl.
Albert Hahl (né le 10 septembre 1868 à Gern et mort le 25 décembre 1945 dans la même ville) est un fonctionnaire colonial allemand et gouverneur de la Nouvelle-Guinée allemande .

## Biographie
Albert Hahl est le fils d'un brasseur protestant. Après ses études secondaires à Freising, il étudie le droit et l'économie à Wurtzbourg à partir de 1887. Au cours de ses études, il devient membre de l'AMV de Wurtzbourg..Après être nommé assesseur du gouvernement en 1894, il travaille au ministère bavarois de l'Intérieur à Bayreuth. En 1895, Hahl entre au département colonial du ministère fédéral des Affaires étrangères. De janvier 1896 à décembre 1898, il est juge impérial et fonctionnaire dans l'archipel Bismarck (Herbertshöhe), ainsi qu'officier administratif à Stephansort dans ce qui est alors la "zone protégée" de la société néo-guinéenne. Après la mort subite de Curt von Hagen, Albert Hahl officie le 15 août 1897 au 11 septembre 1897 comme gouverneur par intérim de la compagnie de Nouvelle-Guinée. Après un bref emploi dans le département colonial du Ministère des Affaires étrangères, il est en 1899 à titre de vice-gouverneur des Carolines de l'Est basé à Ponape, territoire insulaire nouvellement acquis avec l'accord germano-espagnol en 1899, avec les îles Marshall et Nauru .
Après la démission de Rudolf von Bennigsen, Albert Hahl assure la fonction de gouverneur en tant que gouverneur adjoint à titre provisoire à partir du 10 juillet 1901. Il retourne en Empire allemand en juin 1902 à cause du paludisme, où il est finalement nommé gouverneur de la Nouvelle-Guinée allemande en novembre 1902. Il occupe ce poste jusqu'au 13 avril 1914. Hahl participe à l'exploration du pays et traverse Bougainville pour la première fois en 1908, accompagné de deux autres Européens. Peu de temps après son arrivée en Nouvelle-Guinée, il a vécu parmi les Tolai et appris leur langue.
Pendant son mandat de gouverneur en Nouvelle-Guinée, Hahl a une relation avec une femme indigène Tolai avec qui il a un enfant.

### Système Luluai
Afin d'introduire une administration efficace et sans conflit, Hahl nommé des maires autochtones («Luluai») qui doient servir de pont entre l'administration allemande et les habitants. Les Luluai sont responsables de l'administration locale. La jurisprudence sur les questions foncières, etc. n'a lieu que par le biais des juges impériaux. Le Luluai gagné jusqu'à 300 Marks par mois. En retour, ils doivent remplir des quotas de travail non rémunéré et percevoir la taxe de vote (depuis 1906), dont ils sont autorisés à en garder 10%. Cette forme d'administration indirecte réduit l'influence des pouvoirs traditionnels et lie la population locale au système économique colonial. Cependant, le système Luluai ne peut pas fonctionner sans conflit en raison de ses privilèges pour les individus et de la dérogation à l'ordre du village précédent. Il aide l'établissement des missionnaires du Sacré-Cœur qui, grâce à leur connaissance du pays, peuvent assister le processus de colonisation, mais entrent également en conflit avec les habitants, ce qui conduit au «massacre de Baining» en 1904, entre autres. L'ajout ultérieur de plusieurs stations gouvernementales au système Luluai vise à réduire les expéditions punitives, comme c'est la coutume pour le prédécesseur de Hahl, Rudolf von Bennigsen.

### Droits de propriété foncière et politique économique
Dès 1899, Hahl a veillé à ce que le droit d'acquérir des terres auprès des communautés villageoises locales ou simplement de prendre possession de zones inhabitées incombe exclusivement au gouvernorat qui, lors de la revente, veille à ce qu'aucun droit de propriété des habitants ne soit violé. Depuis 1903, l'exactitude de la structure de propriété actuelle est également vérifiée. Entre 1903 et 1914, plus de 5 740 ha, qui sont déjà en possession de planteurs européens, sont rendus aux communautés villageoises et un total de 70 réserves inaliénables d'une taille totale de 13 115 ha sont créées. Le véritable potentiel de conflit réside toutefois dans les vastes zones qui sont acquises par la société néo-guinéenne et qui ne sont jamais officiellement inspectées ou évaluées et dont l'acquisition a restreint les droits locaux.
Chaque nouvel arrivant doit disposer d'au moins un hectare de terre pour s'installer et cultiver. Sur ces terres, on doit cultiver des « cultures de rente », notamment des cocotiers. De cette façon, Hahl veut s'assurer que les Néo-Guinéens eux-mêmes peuvent participer au système économique colonial et ne sont pas obligés de travailler dans les plantations européennes. En 1914, près de la moitié des exportations de coprah proviennent de la péninsule de Gazelle, tandis que la population du continent autour de Madang est forcée de travailler dans les plantations de la société de Nouvelle-Guinée en raison de la perte de leurs terres.
Cependant, Hahl n'a jamais pu appliquer pleinement les réglementations détaillées qui sont mises en place pour les travailleurs locaux concernant les salaires, la durée du travail et les soins médicaux, ainsi que l'abolition du travail forcé des femmes contre la société néo-guinéenne et d'autres propriétaires de plantations allemands.

### Éducation et soins médicaux
Pendant le mandat de Hahl, trois hôpitaux publics et deux hôpitaux de mission sont créés, dans lesquels les jeunes locaux reçoivent une formation médicale de base en plus de fournir des soins à la population, et sont retournés après quelques mois dans leurs villages en tant que Luluais médicaux.
L'éducation connaît également une croissance rapide et lorsque Hahl quitte la Nouvelle-Guinée en 1914, il y a plus de 600 écoles élémentaires, six écoles d'artisanat et une école d'interprètes. Le taux de scolarisation de 3,2% est plus élevé que dans la plupart des colonies africaines.

### Retraite
Après sa retraite en 1918, il devient directeur de la société néo-guinéenne et, après la perte des colonies due à la Première Guerre mondiale, son poste devient formel.
Pendant la République de Weimar, Hahl est un fort représentant du révisionnisme colonial. Pendant la période du national-socialisme, Hahl maintient le contact avec le cercle Solf, qui s'est formé autour de la veuve de l'ancien gouverneur des Samoa allemandes, Wilhelm Solf, et peut être liée à la résistance contre le national-socialisme. Hahl n'a jamais rejoint le NSDAP.

## Travaux
- Deutsch-Neuguinea, Berlin 1936.
- Gouverneursjahre in Neuguinea. Berlin 1937.
  - Governor in New Guinea. Herausgegeben und übersetzt von Dymphna Clark. Australian National University Press, Canberra 1981,  (ISBN 0-7081-1820-8).

## Fiction
- Christian Kracht: Imperium. Kiepenheuer & Witsch, Köln 2012,  (ISBN 978-3-462-04131-6).